# Heciul Nou, Sîngerei
Heciul Nou este satul de reședință al comunei cu același nume  din raionul Sîngerei, Republica Moldova.
A fost atestat documentar pentru prima dată în anul 1700.
Hramul se sărbătorește pe 19 ianuarie, de Sf. Ioan Botezătorul.
Populația satului constituie 2.218 de oameni, dintre care 49,1% bărbați și 50,9% femei. Numărul populației comunei Heciul Nou a crescut în perioada 2009-2012 cu 1,52%. Populația majoritară (2012) este reprezentată de moldoveni/români, în proporție de 99,43%, cât și 0,18% ruși și 0,39% ucraineni. 19,59% sunt persoane sub vârsta aptă de muncă, 57,39% sunt persoane apte de muncă și 23,02% sunt vârstnici. În perioada 2009-2011, atât natalitatea, cât și mortalitatea au înregistrat creșteri, de 46,43%, respectiv 6,67%. Nu au fost înregistrate cazuri de mortalitate infantilă. Numărul căsătoriilor din aceeași perioadă a fost în creștere.